# انتخابات سراسری اکوادور (۲۰۲۱)
انتخابات سراسری اکوادور (انگلیسی: 2021 Ecuadorian general election) در هفتم فوریه ۲۰۲۱ توسط ستاد شورای انتخابات برای انجام مرحله اول برگزار گردید. علاوه بر این یک رای‌گیری در خصوص استخراج معادن کوانکا نیز انجام شد. لنین مورنو رئیس‌جمهور وقت که از زمان پیروزی خود در انتخابات ریاست‌جمهوری ۲۰۱۷ در قدرت بود درپی حضور مجدد در این انتخابات نبود.
با وجودی که احتمال تأخیر در برگزاری انتخابات وجود داشت، اما در ۱۵ دسامبر ۲۰۲۰ تصریح شد که تغییری در تقویم انتخاباتی ایجاد نخواهدشد و انتخابات در فوریه ۲۰۲۱ برگزار گردید.
نتایج مقدماتی مرحله اول انتخابات حاکی از آن بود که آندره آروز از برتری قابل توجهی برخوردار است، اما اختلاف آنچنان فاحش نبود تا بتواند اکثریت را به دست آورد و در نتیجه انتخابات به مرحله دوم راه یافت تا آروز مقابل رقیبش گیرمو لاسو قرار گیرد. یاکو پرز نیز در مکان سوم بعد از لاسو قرار گرفت. نتایج نهایی به دلیل درخواست مجدد آرا در برخی استان‌ها به تأخیر افتاد.
در مرحله دوم انتخابات که در ۱۱ آوریل ۲۰۲۱ برگزار شد، گیرمو لاسو رقیب خود آندره آروز را شکست داد و در ۲۴ مه سوگند ریاست‌جمهوری خورد.